# Biblioteca universale
Die Biblioteca universale ist eine Enzyklopädie von Vincenzo Coronelli (1650–1718).
Der Kosmograph und Kartograph Vincenzo Maria Coronelli veröffentlichte zwischen 1701 und 1706 in Venedig die Biblioteca Universale Sacro-Profana (kurz: Biblioteca universale). Es handelt sich dabei um eine der ersten Enzyklopädien in italienischer Sprache.
Das alphabetisch gegliederte Werk war ursprünglich auf einen Umfang von 45 Bänden mit 300.000 Stichwörtern ausgelegt, von denen jedoch nur sechs (oder sieben [?], A-Caque) Bände erschienen. Allein der Buchstabe „A“ umfasste vier Bände mit fast 2700 Begriffen.
Die Biblioteca universale sacro-profana wird gelegentlich als erste alphabetisch sortierte Enzyklopädie überhaupt genannt (was nicht korrekt ist, bereits die byzantinische Suda aus dem 10. Jahrhundert ist derart aufgebaut), sie gilt außerdem als einer der ersten Vorläufer der Konversationslexika des 19. Jahrhunderts.
Siehe auch: Geschichte und Entwicklung der Enzyklopädie